# Amyris robinsonii
Amyris robinsonii là một loài thực vật có hoa trong họ Cửu lý hương. Loài này được DC. mô tả khoa học đầu tiên năm 1825.